# Leuchtturm Westerlichttoren
Der Westerlichttoren ist ein Leuchtturm in der niederländischen Provinz Zeeland. Er steht in der Ortschaft Nieuw Haamstede nahe bei Burgh-Haamstede auf der ehemaligen Doppelinsel Schouwen-Duiveland.

## Bau
Der von L. Valk entworfene steinerne Leuchtturm wurde im Jahre 1837 erbaut und zählt mit seiner Höhe von 53 Metern zu den höchsten Leuchttürmen der Niederlande. An der Basis besteht der unter Denkmalschutz stehende Turm aus 2,50 Meter dicken Mauern, die mit zunehmender Höhe immer dünner werden. Äußerlich wurde der Turm mit roten und weißen Spiralen versehen, um ihn vom nahen Flugplatz aus deutlich sichtbar zu machen.

## Leuchtfeuer
Das Leuchtfeuer des Leuchtturms ist seit Jahren automatisch gesteuert und wird durch einen Lichtsensor geregelt. Das Licht erzeugt seit 1953 eine 2000 Watt starke Gasentladungsröhre, die eine 4200 Watt starke elektrische Glühlampe ersetzte. Die Optik erzeugt folgende Kennung: Fl(2+1) W 15s. In einem 15-Sekunden-Intervall entstehen also zwei kurz aufeinanderfolgende Lichtblitze und ein einzelner, deutlich späterer Blitz.

## Abbildung auf dem 250-Gulden-Schein
Der Westerlichttoren ist vor allem dadurch bekannt, dass er jahrelang auf dem 250-Gulden-Geldschein abgebildet war. Umgangssprachlich erhielt diese Banknote daher den Namen De Vuurtoren (dt.: Der Leuchtturm). Zum 1. Januar 2002 wurde der niederländische Gulden durch den Euro abgelöst.